# Miconia hexamera
Espèce
Statut de conservation UICN

 VU B1ab(iii) : Vulnérable
Miconia hexamera est une espèce de plantes à fleurs de la famille des Melastomataceae endémique d'Équateur. Elle pousse dans des forêts de montagne humide subtropicales ou tropicales et dans les prairies de haute altitude subtropicales ou tropicales.

## Publication originale
- Memoirs of The New York Botanical Garden 16: 21. 1967.